# Estel CN
Una estrella CN té bandes de cianogen inusualment fortes en el seu espectre en comparació amb altres estrelles del seu tipus espectral. El cianogen és una molècula simple d'un àtom de carboni i un àtom de nitrogen, amb bandes d'absorció al voltant de les longituds d'ona 388,9 i 421,6 nanòmetres. Aquest tipus d’estrelles va ser detectat per primera vegada en certs gegants de tipus G i K per J. J. Nassau i W. W. Morgan el 1949, després altres 4.150 van ser identificats per Nancy G. Roman el 1952. Es poden distingir de les estrelles de bari per la manca d'elements del procés S, i d'altres tipus d'estrelles lluminoses per la debilitat general de trets diferents de les línies CN.
L'excés de força de les bandes CN es classifica per un índex positiu amb increments de 0,5. Un valor zero indica una estrella normal i no figura a la classe estel·lar, mentre que el valor màxim de 4 és essencialment similar a una estrella de carboni. Les estrelles classificades en el sistema MK amb un sufix CN es consideren estrelles CN "fortes". Per tant, 42 Librae és una estrella CN forta amb una classe de K3-III CN2. Un valor de 0,5 també es denomina estrella CN marginal, que correspon a les estrelles gegants típiques del cúmul de les Híades.